# اپلتاون (مریلند)
اپلتاون (به انگلیسی: Appletown) یک منطقهٔ مسکونی در ایالات متحده آمریکا است که در شهرستان واشینگتن، مریلند واقع شده است. اپلتاون ۱۷۷٫۰۹ متر بالاتر از سطح دریا واقع شده است.